# Europamästerskapen i orientering 2023
Europamästerskapen i orientering 2023 arrangerades i Verona i Italien mellan den 4 och 8 oktober 2023. Detta var det andra Europamästerskapet med enbart sprintdistanser efter uppdelningen 2021 då sprint genomförs på udda år och skogsmästerskap genomförs på jämna år. Totalt var  det den 15:e upplagan av Europamästerskapen i orientering.

## Program
| Datum     | Gren                                              | Ort               |
| --------- | ------------------------------------------------- | ----------------- |
| 4 oktober | Sprint – Kval & final                             | Verona            |
| 6 oktober | Sprintstafett                                     | Soave             |
| 8 oktober | Knock-out sprint – Kvartsfinal, semifinal & final | Creazzo & Vicenza |

## Medaljörer

### Damer

#### Sprint
Det var totalt 46 tävlande.
| Placering | Namn               | Tid   | Diff  |
| --------- | ------------------ | ----- | ----- |
| 1         | Sara Hagström      | 12.17 |       |
| 2         | Tove Alexandersson | 12.25 | +0.08 |
| 3         | Simona Aebersold   | 12.40 | +0.23 |
| 4         | Natalia Gemperle   | 12.45 | +0.28 |
| 5         | Aleksandra Hornik  | 12.49 | +0.32 |
| 6         | Lina Strand        | 13.02 | +0.45 |
| 7         | Sandra Grosberga   | 13.03 | +0.46 |
| 7         | Hanna Lundberg     | 13.03 | +0.46 |
| 9         | Elena Roos         | 13.04 | +0.47 |
| 10        | Emma Bjessmo       | 13.05 | +0.48 |
| Resultat: |                    |       |       |

#### Knockout-sprint
| Placering | Namn                      | Tid    | Diff    |
| --------- | ------------------------- | ------ | ------- |
| 1         | Tove Alexandersson        | 6.38,7 |         |
| 2         | Elena Roos                | 6.42,3 | +0.03,5 |
| 3         | Natalia Gemperle          | 6.46,8 | +0.08,0 |
| 4         | Hanna Lundberg            | 6.50,9 | +0.12,2 |
| 5         | Sara Hagström             | 6.57,4 | +0.18,7 |
| 6         | Victoria Hæstad Bjørnstad | 7.05,8 | +0.27,1 |
| Resultat: |                           |        |         |

### Herrar

#### Sprint
Det var totalt 45 tävlande.
| Placering | Namn                   | Tid   | Diff  |
| --------- | ---------------------- | ----- | ----- |
| 1         | Matthias Kyburz        | 12.26 |       |
| 2         | Kasper Fosser          | 12.30 | +0.04 |
| 3         | Tuomas Heikkilä        | 12.31 | +0.04 |
| 4         | Martin Regborn         | 12.32 | +0.05 |
| 4         | Ralph Street           | 12.32 | +0.05 |
| 6         | Jonatan Gustafsson     | 12.42 | +0.16 |
| 7         | Joey Hadorn            | 12.48 | +0.22 |
| 8         | Emil Svensk            | 12.49 | +0.23 |
| 9         | Florian Attinger       | 12.50 | +0.24 |
| 10        | Isac von Krusenstierna | 12.54 | +0.28 |
| Resultat: |                        |       |       |

#### Knockout-sprint
| Placering | Namn                   | Tid    | Diff    |
| --------- | ---------------------- | ------ | ------- |
| 1         | Matthias Kyburz        | 5.51,2 |         |
| 2         | Jonatan Gustafsson     | 5.53,1 | +0.01,8 |
| 3         | Emil Svensk            | 5.53,2 | +0.02,0 |
| 4         | Ralph Street           | 5.53,5 | +0.02,3 |
| 5         | Riccardo Rancan        | 6.01,0 | +0.09,8 |
| 6         | Isac von Krusenstierna | 6.11,9 | +0.20,7 |
| Resultat: |                        |        |         |

### Sprintstafett
Det var totalt 25 lag med 4 orienterare i varje lag. Tävlingen är mixad med två kvinnor och två män i vardera lag.
| Placering | Land           | Idrottare | Tid        | Diff     |
| --------- | -------------- | --- | ---------- | -------- |
| 1         | Sverige        | Tove Alexandersson (15:15.90) Jonatan Gustafsson (15.58,90) Martin Regborn (15.26,00) Sara Hagström (15.54,40)                       | 1:02.35,20 |          |
| 2         | Schweiz        | Simona Aebersold (15.30,80) Joey Hadorn (15.50,00) Matthias Kyburz (15.55,00) Elena Roos (15.55,50)                                  | 1:03.11,30 | +0.36,10 |
| 3         | Finland        | Inka Nurminen (16.37,80) Teemu Oksanen (15.37,00) Tuomas Heikkilä (14.59,00) Venla Harju (16.14,80)                                  | 1:03.28,60 | +0.53,40 |
| 4         | Norge          | Marie Olaussen (16.32,80) Eirik Langedal Breivik (15.46,00) Kasper Fosser (14.59,00) Victoria Hæstad Bjørnstad (16.19,90)            | 1:03.37,70 | +1.02,50 |
| 5         | Frankrike      | Isia Basset (16.38,80) Adrien Delenne (15.53,00) Loïc Capbern (15.55,00) Cécile Calandry (16.23,00)                                  | 1:04.49,80 | +2.14,60 |
| 6         | Storbritannien | Charlotte Ward (16.33,80) Nathan Lawson (16.45,00) Ralph Street (15.21,00) Megan Carter Davies (16.29,60)                            | 1:05.09,40 | +2.34,19 |
| 7         | Danmark        | Ida Agervig Kristiansson (17.20,80) Søren Thrane Ødum (15.39,00) Andreas Bock Bjørnsen (15.35,00) Cecilie Friberg Klysner (17.00,60) | 1:05.35,40 | +3.00,20 |
| 8         | Ungern         | Viktória Mag (16.03,40) Zoltán Bujdosó (16.39,40) Mihály Ormay (16.23,00) Rita Máramarosi (16.35,60)                                 | 1:05.41,40 | +3.06,20 |
| 9         | Tjeckien       | Jana Peterová (17.25,70) Vojtěch Král (15.41,10) Tomáš Křivda (15.58,00) Tereza Janošíková (16.42,40)                                | 1:05.47,20 | +3.12,00 |
| 10        | Österrike      | Ylvi Kastner (17.31,80) Jannis Bonek (15.29,00) Matthias Gröll (16.34,00) Laura Ramstein (17.42,70)                                  | 1:07.17,50 | +4.42,30 |
| Resultat: |                | |            |          |